# 혼자서도 잘해요
혼자서도 잘해요는 1994년 5월 2일부터 2001년 4월 26일까지 KBS 2TV에서 방영된 어린이 대상 텔레비전 프로그램인데 자상하고 따뜻한 진행자가 이상적 어른상을 보여주는 한편 사실적 실물을 많이 보여줘 인지감각 발달에 유익한 프로였으나 아이들이 이해하기 힘든 복잡한 구성등 논리전개의 허점을 가끔 드러냈다는 평이 있었다.

## 기획 의도
유치원생들에게 건전한 유아지식과 교육기능을 제공함으로써 취학전 아동들에게 무슨 일이든 스스로 할 수 있는 자립심을 길러주고 올바른 생활 습관, 기초예절 등을 갖도록 건강한 청소년, 역량 있는 성인으로 자랄 수 있는 자질을 함양한다.

## 방송 시간
| 방송 채널 | 방송 기간                          | 방송 시간                                     |
| KBS 2TV   |                                    |                                               |
| --------- | ---------------------------------- | --------------------------------------------- |
| KBS 2TV   | 1994년 5월 2일 ~ 1995년 9월 2일    | 매주 월요일 ~ 토요일 아침 8시 20분 ~ 8시 40분 |
| KBS 2TV   | 1995년 9월 4일 ~ 1996년 3월 2일    | 매주 월요일 ~ 토요일 아침 8시 25분 ~ 8시 45분 |
| KBS 2TV   | 1996년 3월 4일 ~ 1996년 5월 11일   | 매주 월요일 ~ 토요일 아침 8시 35분 ~ 8시 55분 |
| KBS 2TV   | 1996년 5월 13일 ~ 1996년 6월 29일  | 매주 월요일 ~ 토요일 아침 7시 40분 ~ 8시      |
| KBS 2TV   | 1996년 7월 1일 ~ 1996년 10월 12일  | 매주 월요일 ~ 토요일 아침 8시 30분 ~ 8시 50분 |
| KBS 2TV   | 1996년 10월 14일 ~ 1997년 3월 1일  | 매주 월요일 ~ 토요일 아침 8시 10분 ~ 8시 30분 |
| KBS 2TV   | 1997년 3월 3일 ~ 1997년 5월 17일   | 매주 월요일 ~ 토요일 아침 8시 10분 ~ 8시 35분 |
| KBS 2TV   | 1997년 5월 19일 ~ 1998년 1월 3일   | 매주 월요일 ~ 토요일 아침 8시 10분 ~ 8시 30분 |
| KBS 2TV   | 1998년 1월 5일 ~ 1998년 2월 14일   | 매주 월요일 ~ 토요일 아침 8시 15분 ~ 8시 35분 |
| KBS 2TV   | 1998년 2월 16일 ~ 1998년 10월 10일 | 매주 월요일 ~ 토요일 아침 8시 10분 ~ 8시 30분 |
| KBS 2TV   | 1998년 10월 12일 ~ 2000년 7월 28일 | 매주 월요일 ~ 금요일 오후 5시 ~ 5시 20분      |
| KBS 2TV   | 2000년 7월 31일 ~ 2000년 10월 7일  | 매주 월요일 ~ 금요일 아침 8시 20분 ~ 8시 40분 |
| KBS 2TV   | 2000년 10월 9일 ~ 2001년 4월 26일  | 매주 월요일 ~ 목요일 오후 4시 40분~ 5시       |

## 역대 진행자
- 이정화 (배우) - 1대 초롱언니
- 조승룡 (뮤지컬 배우, 대경대학교 교수) - 또또아저씨
- 김미라 (배우) - 2대 초롱언니
- 김영만 (종이접기 예술가)
- 오성식, 김린, 임윤희 (영어강사)
- 지누리 (VJ) - 3대 초롱언니
- 김정식 (개그맨, 목사) - 안뚝땅아저씨
- 이호성 (방송인, 어린이방송MC)
- 오영실 (배우) - 4대 초롱언니
- 故 조금산 (개그맨)

## 등장 인물
- 늑돌이
- 용용이
- 별동이
- 삐약이
- 꼬꼬아줌마
- 깡충이
- 엉뚱이
- 꿀꿀이

## 참고 사항
- LG생활건강에 제조 · 판매됐던 혼자서도 잘해요 등장인물 캐릭터를 접목한 어린이 전용 제품이다.

1. ↑  정충신 (1998년 8월 4일). “유아프로 ‘눈높이제작’ 아쉬워”. 문화일보. 2024년 2월 8일에 확인함.